# Хомвуд (Пенсилванија)
Хомвуд (енгл. Homewood) град је у америчкој савезној држави Пенсилванија.

## Демографија
По попису из 2010. године број становника је 109, што је 38 (-25,9%) становника мање него 2000. године.
| Група             | 2000.       | 2010.       |
| Белци             | 139 (94,6%) | 107 (98,2%) |
| Афроамериканци    | 3 (2,0%)    | 1 (0,9%)    |
| Азијати           | 0 (0,0%)    | 0 (0,0%)    |
| Хиспаноамериканци | 0 (0,0%)    | 0 (0,0%)    |
| Укупно            | 147         | 109         |